# Brachinus oxygonus
Brachinus oxygonus är en skalbaggsart som beskrevs av Maximilien de Chaudoir. Brachinus oxygonus ingår i släktet Brachinus och familjen jordlöpare. Inga underarter finns listade i Catalogue of Life.